# Noite de luar no Dnieper

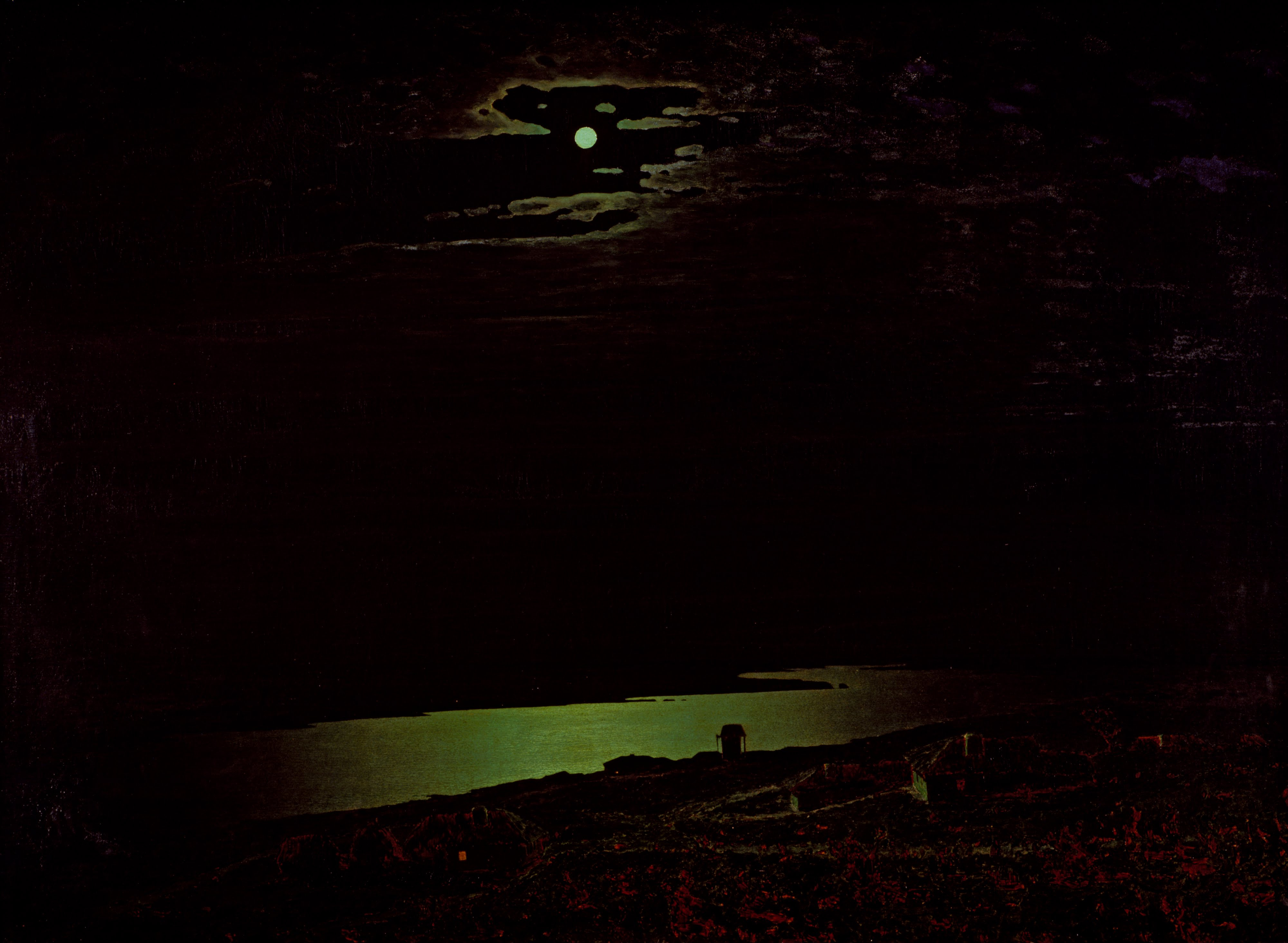
Noite de luar no Dnieper

"Noite de luar no Dnieper" é um pintura de óleo sobre tela criada em 1880 pelo pintor russo Arkhip Kuindzhi.

## História
Kuindzhi começou a trabalhar na pintura no verão e outono de 1880. Depois de iniciar o processo de pintura, ele abria o seu atelier ao público durante duas horas todos os domingos para quem desejasse vê-lo a trabalhar. Mesmo antes da exposição pública da pintura, ela foi comprada na oficina pelo Grão-Duque Konstantin Konstantinovich. Vários correspondentes e amigos de Kuindzhi visitaram o estúdio enquanto ele trabalhava na pintura para ver o trabalho a decorrer. Estes incluíam Ivan Turgenev, Yakov Polonsky, Ivan Kramskoi e Dmitri Mendeleev.
Quando a pintura foi colocada em exposição, esta realizou-se no salão da Sociedade para o Incentivo dos Artistas em São Petersburgo. Kuindzhi estava atento à iluminação das suas pinturas e tomou precauções extras com esta em específico. A pintura foi colocada numa parede, as cortinas da janela foram abaixadas para bloquear a luz externa e uma luz artificial foi centralizada na pintura para acentuar as suas características.
Excepcionalmente, a pintura foi a única do seu género na exposição, uma situação ainda mais estranha devido à sua natureza aparentemente humilde. Era bastante pequena e apenas retratava uma paisagem. Independentemente disso, uma multidão formou-se do lado de fora com uma longa fila para ver a pintura, e os visitantes tiveram que entrar em grupos para evitar uma multidão. De acordo com alguns relatos, os visitantes acreditavam que a pintura era iluminada por trás usando uma lâmpada porque o luar era incrivelmente realista e procuravam encontrar a fonte de luz durante a exposição.